# Rothville
Rothville és una població dels Estats Units a l'estat de Missouri. Segons el cens del 2000 tenia 93 habitants.

## Demografia
Segons el cens del 2000, Rothville tenia 93 habitants, 39 habitatges, i 23 famílies. La densitat de població era de 143,6 habitants per km².
Dels 39 habitatges en un 33,3% hi vivien nens de menys de 18 anys, en un 48,7% hi vivien parelles casades, en un 7,7% dones solteres, i en un 38,5% no eren unitats familiars. En el 35,9% dels habitatges hi vivien persones soles el 17,9% de les quals corresponia a persones de 65 anys o més que vivien soles. El nombre mitjà de persones vivint en cada habitatge era de 2,38 i el nombre mitjà de persones que vivien en cada família era de 3,13.
Per edats la població es repartia de la següent manera: un 24,7% tenia menys de 18 anys, un 8,6% entre 18 i 24, un 34,4% entre 25 i 44, un 16,1% de 45 a 60 i un 16,1% 65 anys o més.
L'edat mediana era de 40 anys. Per cada 100 dones de 18 o més anys hi havia 100 homes.
La renda mediana per habitatge era de 26.786 $ i la renda mediana per família de 27.917 $. Els homes tenien una renda mediana de 26.563 $ mentre que les dones 18.125 $. La renda per capita de la població era de 10.226 $. Entorn del 7,4% de les famílies i el 10,8% de la població estaven per davall del llindar de pobresa.

## Poblacions més properes
El següent diagrama mostra les poblacions més properes.